# Каприка
«Каприка» (англ. Caprica) — американський науково-фантастичний серіал, створений на основі всесвіту «Зоряного крейсера „Галактика“». Події основної сюжетної лінії розгортаються на одній з планет Дванадцяти колоній Кобола, під назвою Каприка, ім'ям якої й назвали серіал.
Серіал являє собою двогодинну «пілотну» серію і сімнадцять 42-хвилинних епізодів. «Пілот» вийшов спершу в форматі DVD 21 квітня 2009 року. Початок показу серіалу відбувся 22 січня 2010 року на телеканалах SyFy (США), Space (Канада) і Sky1 (Велика Британія). Але після виходу 9-ї серії 26 березня 2010 року керівництво каналу Syfy ухвалило рішення зробити п'ятимісячну перерву в показі нових епізодів. Вихід решти дев'яти серій першого сезону на каналах Syfy і Space відновили з 5 жовтня 2010 року.
27 жовтня 2010 року канал SyFy оголосив про майбутнє закриття серіалу через низькі рейтинги. Решта п'ять серій були включені в DVD-сет з трьох дисків, випущений в грудні 2010 року, і показані в п'ятигодинному блоці 4 січня 2011 року на каналі Syfy. На каналі Space друга частина сезону була показана, як і було заплановано, остання серія вийшла в ефір 30 листопада 2010 року.

## Сюжет
Дія відбувається за 58 років до подій, показаних на початку серіалу «Зоряний крейсер „Галактика“», в мирний час, коли Дванадцять колоній Кобола поглинені новими технологіями й власним успіхом. В одній з колоній, на планеті Каприка, в столиці Каприка-Сіті відбувається теракт: юнак (Бен Старк) підриває себе і всіх пасажирів поїзда; серед жертв виявилися його подруга — Зоуї Грейстоун, а також дружина і дочка адвоката Джозефа Адами. Той не може змиритися з втратою близьких, і одного разу знайомиться з батьком Зоуї — успішним вченим, який одержимий поверненням своєї дочки з мертвих. Разом вони запускають фатальний ланцюжок подій, яка приведе до створення раси сайлонів.

## У ролях
| Оновні персонажі        | Оновні персонажі        |
| Актор                   | Роль                    |
| ----------------------- | ----------------------- |
| Ерік Штольц             | Денієл Грейстоун        |
| Есай Моралес            | Джозеф Адама            |
| Пола Малкомсон          | Аманда Грейстоун        |
| Алессандра Торресані    | Зоуї Грейстоун          |
| Магда Апанович          | Лейсі Ренд              |
| Поллі Вокер             | сестра Клариси Віллоу   |
| Саша Ройз               | Сем Адама               |
| Персонажі другого плану |                         |
| Сіна Неджафі            | Вільям «Вілі» Адама     |
| Женев'єв Брюкнер        | Тамара Адама            |
| Теріл Ротері            | Евелін                  |
| Джуліус Чеппл           | Ларі                    |
| Карен Елізабет Остін    | Руф                     |
| Джон Пайпер-Фергюсон    | Томас Верджис           |
| Хорхе Монтесі           | Готроу                  |
| Алекс Арсено            | Філомон                 |
| Пітер Вінфілд           | Гара Сінх               |
| Браян Маркісон          | Джордан Дюрам           |
| Джеймс Марстерс         | Барнабас Грилі          |
| Раян Роббінс            | Дієго                   |
| Раян Кеннеді            | Одін Сінклер            |
| Скот Портер             | Нестор                  |
| Кармен Мур              | Фіделія Фазекас         |
| Олаф Віллоу             | Пану                    |
| Хіро Канагава           | Кайрус Ксандер          |
| Освальт Петтон          | Бакстер Сарно           |
| Крістіан Тесьєр         | Фоенкі                  |
| Мег Тіллі               | Преподобна Матінка      |
| Еван Джогія             | Бен Старк               |
| Маркус Тоуфік           | юний Вільям «Біл» Адама |
| Майкл Еклунд            | Вейлон                  |

## Персонажі серіалу

### Сім'я Грейстоунів (каприканці)
- Зоуї — шістнадцятирічна дівчина, комп'ютерна генійка, яка створила власний унікальний аватар (віртуальну копію самої себе).
- Денієл — батько Зоуї, власник великої комп'ютерної корпорації («Грейстоун Індастріс»), яка очолює розробки у сфері створення штучного інтелекту. Творець голобенда (приладу, за допомогою якого людина виходить у віртуальний простір).
- Аманда — мати Зоуї, хороша хірургиня. У минулому провела два з половиною роки в психіатричній лікарні («Дельфійський реабілітаційний центр») через травму, отриману внаслідок аварії, в якій загинув її брат.

### Сім'я Адами (тауронці)
- Джозеф — видатний адвокат в колонії Каприка.
- Шенон — дружина Джозефа, загинула в поїзді під час теракту.
- Вільям («Вілі») — одинадцятирічний син Джозефа й Шенон.
- Тамара — дочка Джозефа й Шенон. Загинула разом з матір'ю. На основі її особистості був створений унікальний аватар у віртуальному світі, який за незвичайну живучість і силу стали називати ангелом смерті.
- Сем — молодший брат Джозефа, перебуває в тауронській злочинній організації Ха'Ла'Та. Він дуже пишається своїм походженням і часто висміює свого брата за те, що той «занадто каприканець».
- Ларі — чоловік Сема. Він народився не на Тауроне і тому йому складно зрозуміти одержимість чоловіка повстанням проти тауронського уряду, і те, що Сем надсилає більшу частину своїх заробітків на підтримку повстанцям.
- Рут — мати Шенон.

### Інші герої
- U-87 — модель першого робота-солдата, в процесор пам'яті якого був впроваджений унікальний аватар Зоуї.
- Лейсі Ренд — подруга Зоуї Грейстоун, повинна була доставити її унікальний аватар в одну з Дванадцяти колоній — Геменон. Згодом членкиня секти «Воїни єдиного Бога», Преподобна Мати в храмі єдиного Бога на Геменоні.
- Клариса Віллоу — одна з верховних жриць культу Афіни й директор Афінської академії в Каприка-Сіті, потай — одна з лідерів «Воїнів єдиного Бога», перебуває в груповому шлюбі.
- Томас Верджис — тауронський науковець-комп'ютерник, конкурент Денієла Грейстоуна. Власник власної корпорації комп'ютерів і робототехніки («Вёрджис Корпорейшен»).
- Гара Сінх — директор Департаменту глобальної безпеки; крім того, є інформатором «Воїнів Єдиного Бога». Використовуючи псевдонім «Алво», він відправляє всю інформацію про розслідування діяльності терористів до Клариси Віллоу.
- Джордан Дюрам — агент Департаменту глобальної безпеки в Каприка-Сіті; веде розслідування у справі терористичної організації відомої як «Воїни Єдиного Бога».
- Барнабас Грилі — лідер радикального крила секти «Воїни Єдиного Бога» на Каприці; практикує самобичування як спосіб домогтися ясності мислення через біль.
- Дієго — керівник тренувального табору «Воїнів Єдиного Бога» на Геменоні.
- Евелін — помічниця і близький друг Джозефа Адами, згодом — друга дружина, мати його сина Вільяма («Біла»).
- Гуатрау — лідер злочинного синдикату Ха'Ла'Та на Каприці.
- Фідель Фазекас — член Ха'Ла'Та і дочка Гуатрау; перебувала в романтичних стосунках з Джозефом Адама, коли той був одружений з Шенон.
- Бакстер Сарно — каприканець, ведучий популярного нічного ток-шоу «Зухвалості з Бакстером Сарно».
- Серж — робот-дворецький сім'ї Грейстоун в їхньому будинку на Каприці. На відміну від робота-солдата U-87 Серж не володіє повною чутливістю, але при цьому має високий інтелект і може імітувати людські емоції.
- Бен Старк — друг Зоуї та Лейсі, терорист-смертник, який перебуває в секті «Воїнів єдиного Бога».

## Терміни
- Сайлони — самонавчальний локалізований організм. Буквальний переклад — «Одиниця (вузол) кібернетичної життєвої форми» (англ. CYbernetic LifefOrm Node, Cylon).
- V-світ — віртуальний світ планети, що складається з різних ігрових локацій (ліцензійних і нелегальних).
- Голобенд — прилад для виходу в V-світ, який занурює людини у віртуальну реальність, впливаючи на всі її почуття, використовується також як засіб зберігання інформації.
- Аватари — маски-втілення людей у V-світі, з ідентичною зовнішністю за замовчуванням.
- Аватари Зоуї й Тамари — унікальні віртуальні особистості, чистий програмний код, створений на основі маси інформації про реальних людей, зібраної з різних мереж спеціально написаної Зоуї програмою.
- V-клуб — одна з нелегальних локацій віртуального світу, нічний клуб, часто відвідуваний підлітками.
- Нова Каприка — локація V-світу, популярна гра з невідомою кінцевою метою, в якій є одне лише правило в порівнянні з рештою V-світом: неможливо повернутися після «смерті».
- Воїни єдиного Бога (англ. Soldiers of the one, STO) — монотеїстська секта, яка просуває свою ідеологію за допомогою терористів-смертників.

## Згадки в інших творах
- Згадується в 3-й серії («Лікувальне смажене курча») чотирнадцятого сезону американського мультсеріалу «Південний парк».
- Згадується в 6-й серії четвертого сезону серіалу «Теорії великого вибуху».